# Anissa Temsamani
Anissa Temsamani, née le 27 août 1966 à Tanger, est une femme politique belge flamande, membre du Sp.a.

## Fonctions politiques
- conseillère communale à Malines (2007-)
- députée fédérale :
  - 2003
  - 2003-2004
- secrétaire d'État fédérale de l'Organisation et du Bien-être au Travail (Gouvernement Verhofstadt II, 2003)
- députée au Parlement flamand :
  - depuis le 6 juillet 2004 au 7 juin 2009

## Affaire Temsamani
En 2003, Anissa Temsamani est nommée secrétaire d’État, mais elle ne restera pas longtemps à son poste. Dans une interview, elle affirme avoir étudié les sciences commerciales jusqu’en première licence. Mais il apparaît rapidement que ces affirmations sont fausses. Anissa Temsamani ne possède en fait que le diplôme de l’enseignement secondaire. Après 74 jours, elle est contrainte de démissionner.